# JPDM
JPDM, abbreviazione di JPDMovie, è un algoritmo di compressione specificatamente concepito per ridurre le dimensioni dei file di video digitale ottenuti per codifica/decodifica del segnale originale.
L'algoritmo è concepito per essere indipendente dal tipo di codifica, può quindi essere utilizzato in congiunzione con qualsiasi algoritmo di codec del formato video, sia esso a perdita di dati o meno: MPEG-2, DivX, H.264 eccetera.
L'algoritmo JPDM genera un file video modificato ma non un nuovo formato di file, trattandosi di un software pre- e post-elaborazione. Il formato finale di un file video compresso con JPDM sarà quindi quello caratteristico del tipo di codec utilizzato: per esempio, se si usa un codec MPEG-2, il file finale sarà sempre in formato mpeg2 anche se compresso con JPDM.

## Meccanismo
L'algoritmo JPDM viene applicato in fase di codifica del segnale video come filtro preliminare di compressione (pre-filtro) prima dell'applicazione dell'algoritmo di codifica.
Lo scopo è quello di pre-elaborare le informazioni di colore, riducendone sia la quantità sia la fascia di valori rappresentati, in modo tale da salvaguardare il contenuto informativo e le relazioni tra i colori ma al tempo stesso alleggerendo il "peso" in byte dei dati che saranno poi elaborati nella fase successiva di compressione e codifica. Il risultato finale è un file di tipo video di dimensioni più contenute.
La riduzione di qualità che si ottiene è a scapito delle rappresentazioni dei livelli più dettagliati di sfumatura dei colori.
Allo stesso modo, per ricostruire il segnale video in uscita a partire da un segnale compresso con JPDM, dopo la decodifica si deve applicare l'algoritmo JPDM per la decompressione (post-filtro) per rimappare le informazioni di colore secondo lo spazio finale.
A seconda del livello di qualità in uscita e del tipo di codec utilizzato, i file compressi con JPDM presentano una dimensione dal 15 al 30% inferiore rispetto a quella dello stesso file codificato con lo stesso codec ma senza compressione JPDM.

## Varianti
La compressione JPDM è possibile usando due diversi algoritmi, denominati dark method e inverse and hibrid method.
La variante dark method essenzialmente converte lo spazio dei colori in ingresso in un nuovo spazio dei colori in uscita, dalle caratteristiche di quantizzazione ottimizzate. In fase di decompressione, per ricostruire lo spazio dei colori originario viene applicato lo stesso algoritmo all'inverso.
La variante inverse and hibrid method applica un algoritmo di riquantizzazione più sofisticato, basato sulla parziale inversione dello spazio dei colori originario e in fase di decompressione richiede un algoritmo di ricostruzione più complesso che non è il semplice inverso dell'algoritmo usato in compressione. 